# Midlands de l'Ouest (comté)
Pour la région, voir Midlands de l'Ouest (région).

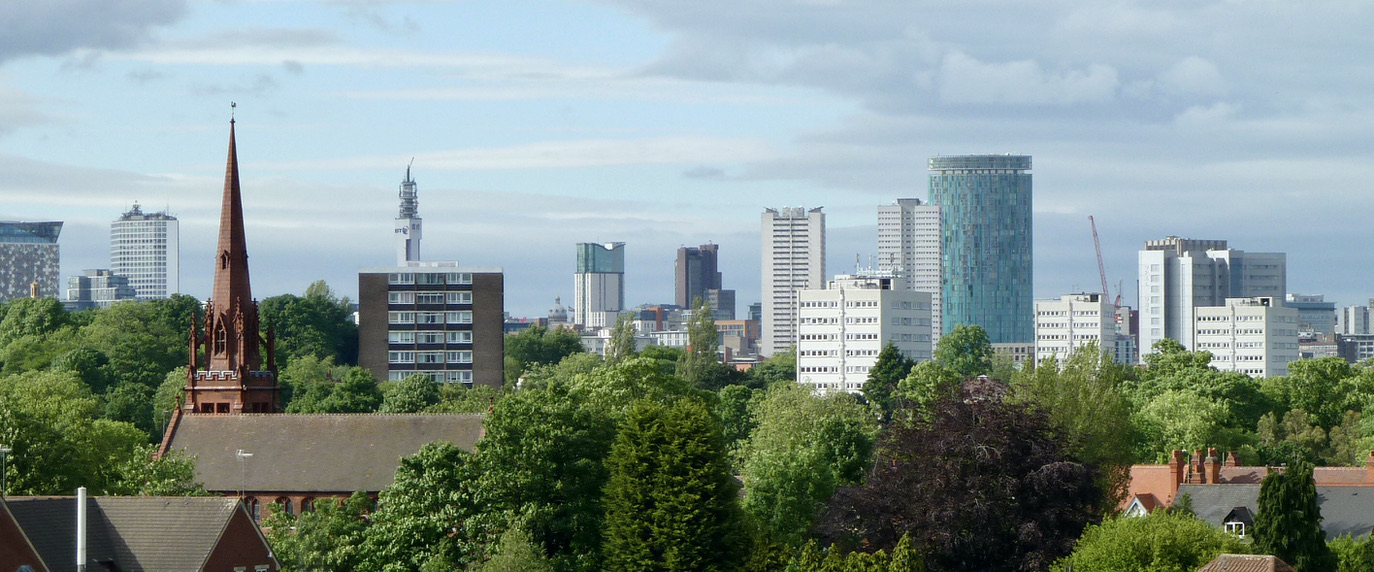
Horizon de Birmingham depuis le terrain de cricket d'Edgbaston.

Les Midlands de l'Ouest (en anglais : West Midlands) est un comté métropolitain d'Angleterre. Il correspond approximativement à l'agglomération de Birmingham et s'étend sur 902 km2. En 2018, la population s'élève à 2 916 458 habitants, ce qui en fait le deuxième comté le plus peuplé d'Angleterre après le Grand Londres.

## Histoire
Le comté des Midlands de l'Ouest est créé en 1974, en application du "Local Government Act 1972". Il est formé à partir de portions du Staffordshire, du Worcestershire et du Warwickshire. À partir de 1986, en application du Local Government Act 1985, le comté ne possède plus de conseil général et chacun de ses districts gère ses propres affaires comme une autorité unitaire, bien que certaines compétences (transports publics, police, pompiers) restent gérées en commun. Une autorité combinée reprenant en partie ces compétences communes est créée en 2016. Elle est dirigée depuis 2017 par un maire élu au suffrage universel direct.

## Subdivisions
Les Midlands de l'Ouest sont subdivisés en sept districts.

Carte des subdivisions des Midlands de l'Ouest.

| No | Nom                   | Chef-lieu     | Superficie (km2) | Population (est. 2016) |
| -- | --------------------- | ------------- | ---------------- | ---------------------- |
| 1  | Cité de Wolverhampton | Wolverhampton | 69,4             | 256 600                |
| 2  | Dudley                | Dudley        | 98,0             | 317 600                |
| 3  | Walsall               | Walsall       | 104,0            | 278 700                |
| 4  | Sandwell              | Oldbury       | 86,0             | 322 700                |
| 5  | Cité de Birmingham    | Birmingham    | 267,8            | 1 124 600              |
| 6  | Solihull              | Solihull      | 178,3            | 211 800                |
| 7  | Cité de Coventry      | Coventry      | 98,6             | 352 900                |